# موس (کاتب)
موس (انگلیسی: Mose) یک کاتب و مقام دولتی در مصر باستان بود که لقب «کاتب خزانهٔ پتاح» را داشت. او در دوران حکومت رامسس دوم و حوالی سال ۱۲۵۰ پیش از میلاد مسیح زندگی می‌کرد. او را امروزه به‌واسطهٔ مقبرهٔ تزئین‌شده‌اش در سقاره می‌شناسیم که در نزدیکی هرم تتی واقع شده‌است. بیشتر قطعات نمازخانهٔ مقبره به موزه مصر در قاهره آورده شده‌است. موس پس از کشف مقبره‌اش به سرعت و به واسطهٔ پژوهش‌هایی به شهرت رسید، زیرا بر روی دیوارهای نمازخانه مقبره او، متنی طولانی وجود داشت که از یک دعوای حقوقی بر سر اختلاف‌های ملکی خبر می‌داد. این دعوای حقوقی چندین نسل به‌طول انجامید و سند مهمی برای تاریخ قوانین در مصر باستان محسوب می‌شود. نکته جالب است که مطابق این متن، معلوم شده که زنان چگونه به‌طور مستقل در دادگاه عمل می‌کردند.